# Giulio Bartolocci
Giulio Bartolocci (* 1. April 1613 in Celleno; † 19. Oktober 1687 in Rom) war ein italienischer Theologe. Er war Zisterzienser und zugleich hebräischer Gelehrter, Autor der vierbändigen Bibliotheca Magna Rabbinica, einer systematischen Bibliographie der hebräischen Literatur, geordnet nach Autorennamen, verfasst in Latein und Hebräisch.
Bartolocci war Schüler des getauften Juden Giovanni Battista.